# Робърт Опенхаймер
Опенхаймер пренасочва насам.  За филма вижте Опенхаймер (филм).
Дж. Робърт Опенхаймер (на английски: J. Robert Oppenheimer) е американски физик теоретик, известен най-вече като директор на Проекта „Манхатън“, свързан със създаването на първата атомна бомба в Лос Аламос, Ню Мексико. Известен е като „бащата на атомната бомба“.
След Втората световна война започва да води кампании за ограничаване на ядрените оръжия, международен контрол върху тях и спирането на ядрената надпревара със СССР. Неговите радикални политически убеждения създават суматоха в определени среди и кръгове и това довежда до процес срещу него през 1954 г., на който е обявен за заплаха за сигурността на държавата. Въпреки това той продължава своята работа като физик. Създава школата по теоретична физика в Калифорнийския университет в Бъркли. Около десетилетие по-късно президентът Джон Кенеди му връчва наградата „Енрико Ферми“ като жест на политическа реабилитация.

## Биография
Роден е на 22 април 1904 г. в заможно еврейско семейство. Баща му, Юлиус Опенхаймер, е вносител на платове, емигрирал в САЩ от Германия през 1888 г., а майка му, Ела Фридман, е художничка, също емигрирала в Съединените щати от Германия през 1840-те. Робърт има по-малък брат, Франк, който също става физик.

### В Европа
След като завършва университета в Харвард, Опенхаймер заминава за Европа, за да продължи обучението си. Започва изследователска работа в Кеймбридж под ръководството на Дж. Дж. Томсън, но почти веднага става ясно, че е много по-надарен като физик теоретик, отколкото като експериментатор, и затова заминава за университета в Гьотинген да учи под ръководството на Макс Борн, където получава докторска степен през 1927 г.

### Калтек
През септември 1927 г. Опенхаймер се връща в Харвард, а през 1928 г. се мести в Калтек и едновременно с това започва работа в университета в Бъркли. Когато е диагностициран с лека форма на туберкулоза, закупува ранчо в Ню Мексико и двете големи любими предпочитания в неговия живот стават физиката и пустинята. След като се излекува, се връща в Бъркли, където е много уважаван от студенти и колеги заради своя изискан вкус, висок интелект и необикновен чар. Неговите широки интереси включват изучаване на езици, източна философия, еклектика и теоретична физика.

## Научна дейност

### Национална лаборатория „Лос Аламос“
На 9 октомври 1941 г., още преди САЩ до встъпят във Втората световна война, президентът Рузвелт одобрява ускорена програма за създаване на ядрено оръжие. През май 1942 г. председателят на Националния комитет за изследвания по отбраната (на английски: National Defense Research Committee) Джеймс Б. Конант, един от учителите на Опенхаймер в Харвард, му предлага да оглави в Бъркли група, която да се заеме с пресмятанията на бързи неутрони. Названието на неговата длъжност, „Coordinator of Rapid Rupture“ („координатор по бързия разпад“), намеква за използването на верижна реакция с бързи неутрони.
По това време изследванията се провеждат по различни университети и лаборатории. Това представлява пречка за обмяната на данни и също така поставя проблем със сигурността. Едно от първите неща, които Опенхаймер прави, е да организира лятно училище за запознаване на участниците с теорията на атомната бомба в университета в Бъркли. Неговата група, която включва европейски физици и негови студенти, сред които Феликс Блох, Ханс Бете и Едуард Телер, се впуска в изчисления и подготовка на атомната бомба.
Опенхаймер и негови колеги стигат до извода, че трябва нова, секретна лаборатория, и той започва да търси подходящо място за построяването ѝ. Намира го в Ню Мексико, в близост до собственото си ранчо. След построяването на Националната лаборатория в Лос Аламос, Робърт Опенхаймер събира едни от най-видните физици на онова време – Енрико Ферми, Ричард Файнман, Робърт Уилсън, Виктор Вайскопф и други. На 25 ноември 1942 г. Опенхаймер е назначен за директор на лабораторията.
Опенхаймер проявява завидни способности в организирането на проекта, разрешаване на културните конфликти между научни работници и военни, както и по всички научни аспекти и разработки.
„Тринити“ е първият ядрен опит. Проведен е на 16 юли 1945 г. в областта Белите пясъци в Ню Мексико. Детонацията е еквивалентна на експлозията на 20 килотона ТНТ и е считана за началото на атомната ера. Името „Тринити“ е дадено от Опенхаймер във връзка със стихотворение на Джон Дън, написано точно преди смъртта му. С поезията на Джон Дън той се запознава благодарение на бившата си приятелка Джийн Татлок.
Виждайки експлозията, Опенхаймер цитира от 32-ри стих на единадесета глава на Бхагавад гита „Сега аз съм станал Смъртта, унищожителят на световете“.

## След войната
Робърт Опенхаймер, наричан „бащата на атомната бомба“ е преследван от „Комисията за антиамериканска дейност“, заради противопоставянето му на създаването на термоядрено оръжие, включително и за връзки с комунистите.

## Личен живот
През ноември 1940 г. той се жени за Катрин (Кити) Харисън, студентка в Бъркли и бивш член на Комунистическата партия. През май 1941 г. се ражда синът им, Питър, а през 1944 г., докато работи по проекта Манхатън, се ражда дъщеря им Катрин (наричана Тони). По време на брака си Опенхаймер продължава да поддържа връзка с бившата си приятелка Джийн Татлок, макар да не е ясно дали тази връзка е любовна. Тя прекъсва със самоубийството на Татлок през 1944 г.

## Личност и политически възгледи
Опенхаймер бил висок, слаб заклет пушач, който често пренебрегва храненето в периоди на интензивна концентрация. Много негови приятели казват, че може да бъде саморазрушителен. Опенхаймер страда от периоди на депресия през целия си живот и веднъж казва на брат си: „Имам повече нужда от физика, отколкото от приятели.“
Той страда от депресия, меланхолия и несигурност. Познатите и близките му имат чувството, че в него живеят двама души: единият – впечатляващ с интелект гений, и другият – несигурен в себе си позьор. Много от тях са убедени, че той има сериозни психологични проблеми.
Опенхаймер започва да се интересува от политика едва след връзката си с Джийн Татлок през 1936 г. Както много млади интелектуалци през 30-те години, той става привърженик на социални реформи, които по-късно са признати за комунистически идеи. Повечето от тях са свързани с подпомагане на гражданската война в Испания и други антифашистки дейности. Въпреки симпатиите му към Комунистическата партия, той никога не става неин член.

## Смърт
Заклет пушач (на цигари Chesterfield), Опенхаймер е диагностициран с рак на гърлото в края на 1965 г. След безрезултатна операция, той претърпява неуспешно лъчелечение и химиотерапия в края на 1966 г. На 18 февруари 1967 г. той умира в съня си в дома си в Принстън, на 62 години.
Погребението му е посетено от около 600 негови научни, политически и военни съратници. Съпругата му поставя праха му в урна и го разпръсва в морето на Вирджинските острови.